# Цветан Грозданов
Цветан Грозданов (на македонска литературна норма: Цветан Грозданов) е историк на изкуството, византолог и политик, академик от Република Македония.

## Биография
Роден е на 5 март 1936 година в град Охрид. Става академик на Македонската академия на науките и изкуствата (МАНИ). Специалист е по византология. От 1991 до 1992 година е първи министър на културата на Република Македония. Член е на изпълнителния съвет на Събранието на СРМ. През 2004 година е награден с почетното звание „доктор хонорис кауза“ на Софийския университет „Свети Климент Охридски“. В периода 2004 – 2008 година е председател на МАНИ. През 2003 г. е избран за чуждестранен член на Сръбската академия на науките.
Негова съпруга е видната археоложка от Република Македония Вера Битракова.